# Nikolaj Velimirović
Nikolaj Velimirović o Nicolau d'Ohrid i Žiča (Lelić, Valjevo, Sèrbia, 4 de gener de 1881 (23 de desembre de 1880 en calendari julià) - South Canaan, Pennsilvània, EUA, 18 de març de 1956 (5 de març)) fou un bisbe ortodox d'Ohrid i de Žiča, teòleg i orador, conegut com a El nou Crisòstom. És venerat com a sant per l'Església Ortodoxa. Velimirović promogué la unitat de les esglésies ortodoxes i la relació d'aquestes amb altres, en particular les anglicanes i l'Església Episcopal dels Estats Units.
Entrà en la vida religiosa com a vot per haver-se guarit d'una greu disenteria i es feu monjo, prenent el nom de Nikolaj. Fou ordenat clergue i aviat destacà dintre de l'Església Ortodoxa Sèrbia, de la que fou portaveu en assumptes vinculats amb les relacions amb estats occidentals. Durant l'ocupació nazi de Iugoslàvia en la Segona Guerra Mundial, Nikolaj Velimirović fou empresonat i portat al camp de concentració de Dachau (Alemanya). Alliberat pels al·liats en acabar la guerra, no tornà a la llavors ja creada República Socialista Federal de Iugoslàvia pel seu règim comunista i anticlerical. Després d'un temps a diversos llocs d'Europa, marxà als Estats Units en 1946, on restà fins que morí en 1956.